# Bunden rosengång
Bunden rosengång är en oliksidig kypert, till skillnad från rosengång som är liksidig. Det är en vävteknik som också kallas gubbaväv eller gubbatäcke. Den kan vävas på fyra eller sex mönsterskaft. Varpen täcks helt av inslaget och tekniken ger en stadig väggbonad. Till skillnad från rosengång som mönsterteknik finns inget annat botteninslag mellan mönsterinslagen.
|  |  |